# Tissot

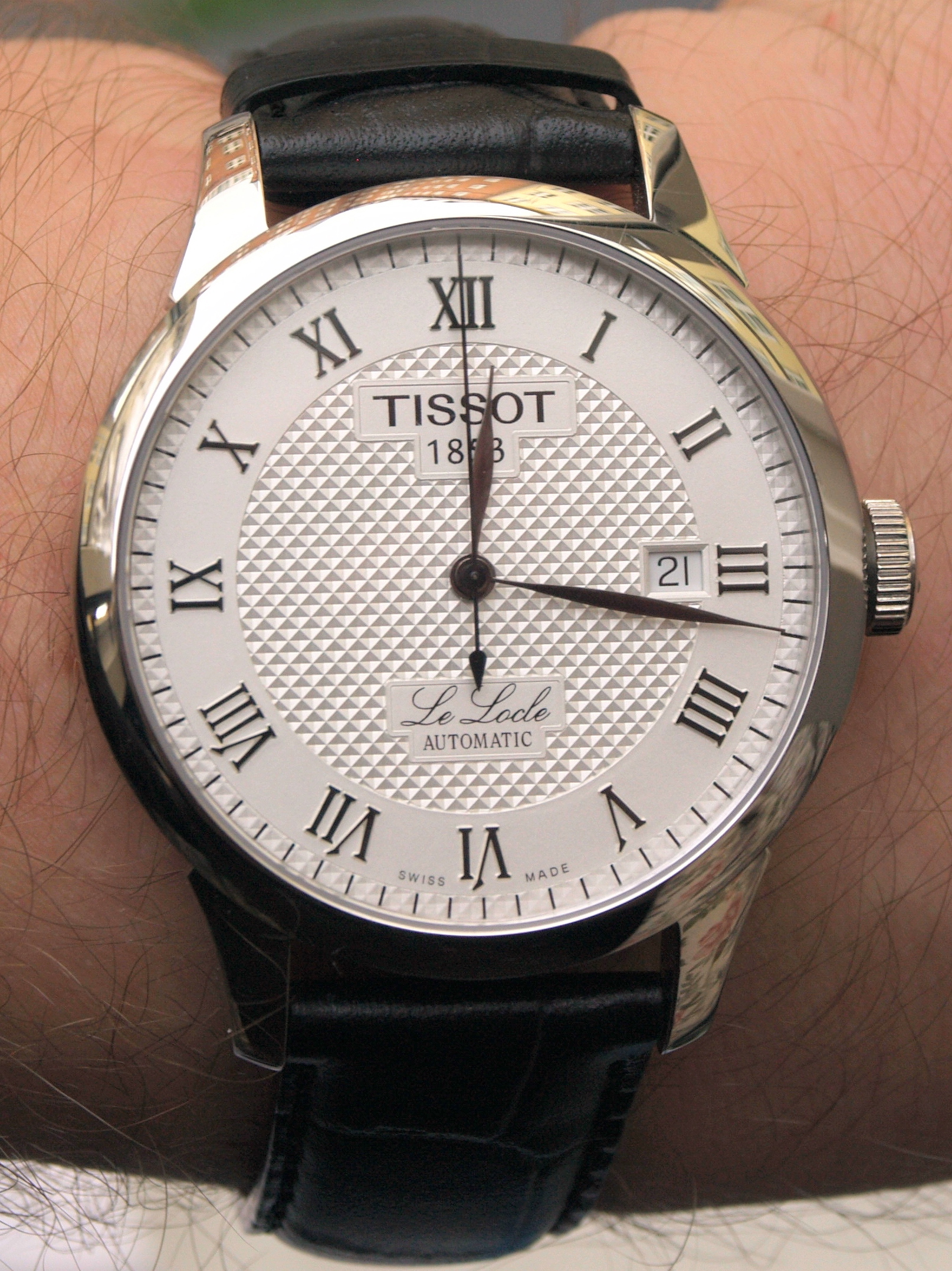
Tissot Le Locle

Tissot je švýcarská hodinářská firma, kterou založil Charles-Felicien Tissot a jeho syn Charles-Emile. Svoji továrnu založili ve městě Le Locle (dodnes sídlo společnosti) ve Švýcarsku.

## Historie
Tissot v roce 1853 představil první masově vyráběné kapesní hodinky, se kterými zažil Charles-Emile v roce 1858 v Rusku velký úspěch, po kterém se následně proslavili na celém světě. Svůj velkolepý úspěch prokázali ziskem dvou zlatých medailí v Ženevě roku 1896 a vítězstvím soutěže Grand Prix hodinářského průmyslu v Paříži v roce 1900. Další úspěch na sebe nenechal dlouho čekat. Přesně o 4 roky později vyrobili slavné carské hodinky pro důstojníka carské ruské gardy. Dvacátá léta 20. století znamenala pro firmu TISSOT obrovskou změnu ve výrobě hodinek. V roce 1917 vyrobili první náramkové hodinky pod názvem Princ. Hodinky se těšily velkému úspěchu u evropských a ruských zákazníků, protože měly na tu dobu revoluční design zakřiveného pouzdra a číselné indexy ve stylu Art Deco. Právě proto se v roce 1991 a 2002 dočkaly reedice s quartzovým pohonem ve verzi pro dámy, tak i pro pány. V letech 1929-30 představila první antimagnetické hodinky, které byly odpovědí na rozšiřující se vliv nových technologií (telefonů a elektrických zařízení), které mohly negativně ovlivnit přesnost hodinek. Firma vytvořila také první plastové hodinky (Astrolon - 1971), jejichž pouzdro bylo z plastu, kamenné (Rock watch - 1985), vyrobené z alpské žuly, perleťové (Pearl watch - 1986), vyrobené z perel a dřevěné (Wood watch - 1987) s pouzdrem z dreva.
V roce 1930 se firmy TISSOT a OMEGA na určitou dobu spojily a hodinky TISSOT-OMEGA z této éry jsou vyhledávanými sběratelskými předměty.
- 1853 - první výroba kapesních hodinek
- 1917 - hodinky Banana (reedice v roce 2002 - Classic Prince)
- 1930 - první antimagnetické hodinky
- 1953 - Navigator s 24 časovými zónami
- 1965 - PR516
- 1971 - Idea 2001 (Astrolon) - první plastové hodinky
- 1985 - Rock watch - první kamenné hodinky vyrobené z alpské žuly
- 1986 - hodinky s dvěma časy s analogově / digitálním zobrazení času
- 1987 - Pearl watch - první hodinky vyrobené z perel
- 1988 - Wood watch - první hodinky vyrobené ze dřeva
- 1998 - Titanium 7
- 1999 - T3 - hodinky s pravými diamanty
- 2000 - T-Touch - hodinky s dotykovým sklíčkem se 7 funkcemi; Bellflower; TXL; PR100 Flyback Chrono Alarm
- 2001 - Bellflower Steel; Bellflower Line; Atollo; TXL Chrono; T4 Chrono
- 2002 - LeLocle; Classic Prince; T-Round Diamonds; T-Touch Titanium
- 2003 - Iris; Folding Art Deco Stand-Alone Replica 1932; Silent-T; Diver Seastar 1000 Automatic; LeLocle Luxury; T-Tonneau; Heritage 150 Anniversary Limited Edition (150.výročí vzniku firmy)
- 2004 - T-Touch White; Rapunzel; Bascule; PRS516; T-Race
- 2005 - T-Race Ice-T; Secret Love; T-Touch Polished Titanium; T-Navigator 3000, Classic Pince II; The Tissot Phileas; Flower Power; Six-T; PRS516 Valjoux;
- 2006 - Water Lily; T-Wave; PRS516 Retrograde; MotoGP; T-Touch Trekking; Flower Power Steel
- 2007 - MotoGP Limited Edition 2007; T-Race Chronograph Valjoux Automatic; LeLocle Automatic Power Reserve; T-Touch Diamond Danica Patrick; Tissot Quadrato
- 2008 - Stylis-T; T-Moments; MotoGP Limited Edition '08; T-Touch Expert; Odaci-T; Racing
- 2009 - T-Touch Expert Pilot; My-T Tonneau; T-Race MotoGP Limited Edition; Tissot Couturier; Sea Touch

## Současnost
Od roku 1983 je členem představenstva The Swatch Group Ltd, které je největším výrobcem a distributorem hodinek na světě. V současnosti působí ve více než 150 zemích světa. Je oficiální časomírou a partnerem NASCAR, MotoGP a na mistrovstvích světa v cyklokrosu, motocyklů, šermu a ledním hokeji.
TISSOT používá stroječky vysoké kvality (ETA), také kvalitní materiály (316L ocel, titan, 18 karátové zlato) a vůči poškrábání odolná safírová skla. Hodinky jsou voděodolné nejméně od 30 do 300 metrů. Společnost poskytuje náhradní díly a opravářské služby na období 10 let na všechny a až do 20 let na zlaté hodinky. TISSOT se v posledních letech stal známý svojí dotykovou technologií. T-Touch hodinky mají dotykové safírové sklíčko, kterým se ovládají funkce, jako třeba kompas, barometr, výškoměr, teploměr a stopky. Je možné je vidět i ve filmech Lara Croft - Tomb Raider: Kolébka života a Mr. & Mrs. Smith.
Firma TISSOT od svého vzniku až dodnes patří k jedněm z největších inovátorů mezi výrobci hodinek. Vynakládá nemalé finanční prostředky a hlavně úsilí na vývoj technologií svých stroječků, výzkum speciálních materiálů nebo celkové funkce hodinek. Proto se není co divit, TISSOT si našli příznivce i mezi nejznámějšími lidmi světa jako Elvis Presley, Nelson Mandela a Carmen Miranda.

## Ambasadoři
- Nicky Hayden – americký jezdec MotoGP
- Danica Patrick – americká jezdkyně IndyCar
- Michael Owen – anglický fotbalista
- Barbie Hsu – tchajwanská herečka
- Deepika Padukone – indická herečka
- Thomas Lüthi – švýcarský jezdec 250 cm³

## Kolekce
- Touch
- Sport
- Trend
- Classic
- Gold
- Pocket
- Heritage